# Faust I (Hörbuch)
Faust. Der Tragödie erster Teil in der Gründgens-Inszenierung des Düsseldorfer Schauspielhauses ist eine Sprechplatte der Deutschen Grammophon aus dem Jahr 1954.
Von den vielen Hörbuch- und Sprechplattenproduktionen, die auf den ersten Teil von Goethes Faust-Dramas zurückgehen, bleibt die hier beschriebene die kulturgeschichtlich bedeutsamste, nicht zuletzt, weil sie aus heutiger Sicht allgemein als das erste deutschsprachige kommerzielle Hörbuch gilt.

## Erstes deutsches Hörbuch
Die Aufnahme war zumindest, so ist es auch dem Geleitwort zur Erstausgabe zu entnehmen, der erste deutsche Versuch, ein „großes dramatisches Gedicht der Weltliteratur als Ganzes auf der Schallplatte wiederzugeben“, die erste zusammenhängende Aufnahme eines für die Sprechbühne geschriebenen Werkes für die Sprechplatte. Möglich geworden war dies durch die Entwicklung der Langspielplatte wenige Jahre zuvor. Die Aufnahmeleitung besorgte Gründgens’ Adoptivsohn Peter Gorski, die dramaturgische Einrichtung und Regie Gustaf Gründgens nach seiner Inszenierung am Düsseldorfer Schauspielhaus. Die Aufnahme folgt also nicht der späteren durch die Verfilmung bekannten Hamburger Inszenierung mit Will Quadflieg. Die Regiekonzeption allerdings, die der Sprechplattenaufnahme zugrunde liegt, wurde bereits zum ersten Mal 1941 im Staatstheater Berlin von Gründgens umgesetzt. In Düsseldorf hatte „Faust I“ mit dem später auch auf der Plattenproduktion sprechenden Paul Hartmann in der Titelrolle unter der Regie von Gründgens am 13. April 1949 Premiere. Die Schallplattenaufnahmen fanden ebendort im alten Düsseldorfer Schauspielhaus vom 6. bis 9. Mai und vom 16. bis 18. Juni 1954 statt. Seit einiger Zeit ist diese Aufnahme als CD-Ausgabe in guter digitalisierter Klangqualität erhältlich.

### Konzentration auf das Wort

Ende der 1950er Jahre wurde die Faust-Aufnahme im „Literarischen Archiv“ der Deutschen Grammophon wiederveröffentlicht

Der weitgehende Verzicht auf akustische Illusionsmittel unterscheidet die Plattenaufnahme weitgehend von der Funkdramatik dieser Zeit. Das Hauptaugenmerk bei der Umsetzung der Inszenierung für die Schallplatte liegt auf der Dichtung als Sprachkunstwerk. Ziel war also keineswegs, wie es heute oft vermutet wird, ein Dokument der Düsseldorfer Inszenierung durch Gründgens zu schaffen (die die zeitgenössische Kritik ohnehin durchaus auch kritisch sah), sondern vielmehr mit dem bloßen Mittel der Sprache Goethes Drama ebenso zum Leben zu erwecken und gegenwärtig zu machen, wie es eine Bühnenaufführung mit den Mitteln des Theaters tut. In diesem Sinne habe man – auch durch bewusste Kürzungen des Textes – versucht, sich auf das Wesenhafte der Dichtung zu konzentrieren, den Atem der Dichtung hörbar zu machen.
Eine aus dieser Zielsetzung heraus gleichsam nur sehr sparsam einzusetzende Musik komponierte der erfahrene Bühnenmusiker Mark Lothar, mit dem Gründgens eng zusammenarbeitete; bereits in den 30er-Jahren hatten Lothar und Gründgens für die Reichs-Rundfunk-Gesellschaft anlässlich der Funkeinrichtung von Paul Apels Hans Sonnenstößers Höllenfahrt gemeinsam Chansons geschrieben.
Mit der 54er Faust-Aufnahme wurden Standards gesetzt, die lange Zeit für die Schallplatteneinrichtung von Theaterstücken verbindlich blieben: minimalistischer Musikeinsatz, weitestgehender Verzicht auf Geräusche, volle Konzentration auf das Dichterwort – was auch bedeutete, dass man möglichst auch auf Zwischentexte verzichtete.

### Kühnes Experiment
In einer Festschrift zum 70. Geburtstag der Deutschen Grammophon wird deutlich, welch riskante Wegbereiterleistung die Produktion und Herausgabe der Aufnahme – trotz einer Traumbesetzung, die sich mit Paul Hartmann, Käthe Gold, Elisabeth Flickenschildt und Ullrich Haupt um Gründgens scharte – seinerzeit gewesen ist, wenn es dort rückblickend heißt,
eine ganze Inszenierung des Sprechtheaters für das reine Hörerlebnis umzusetzen und aufzuzeichnen, schien ein absolut verwegener Gedanke, sowohl in künstlerischer als auch in technischer Hinsicht. Die das Wagnis eingingen, waren sich der Erstmaligkeit und des Experimentes bewusst: die Künstler, die Techniker und die Kaufleute. Das Ergebnis wurde zur Sensation. Es gibt wenige Beispiele in der Geschichte der Schallplatte, dass einem kühnen Versuch ein ähnlicher Erfolg beschieden wurde – dass ein Experiment so bahnbrechend werden konnte. Fast anderthalb Jahrzehnte nach der Veröffentlichung hat diese Aufnahme, die gleich bleibend zu den meistgefragten Kassettenwerken der Deutschen Grammophon zählt, nichts an künstlerischer Präsenz und technischem Glanz eingebüßt.
Rund 40.000 Mark betrugen die damaligen Produktionskosten. Im Handel kostete die Kassette schließlich zwischen 69 und 75 Mark, was bei einem ungefähren deutschen Durchschnittslohn von 350 Mark/Monat zu dieser Zeit für potentielle Käufer ein enormer Preis war. Im Verlauf der ersten Jahre werden dennoch 50.000 Kassetten verkauft, was für Literaturaufnahmen weltweit einen Rekord darstellt.

## Anhaltender Erfolg

### Erstausgabe

Die ersten Schallplattenausgaben erschienen in luxuriöser Ausstattung mit komplettem Textheft

Die Erstausgabe der Produktion erschien im Herbst 1954 in einer Leinenkassette mit drei Langspielplatten und einem Beiheft, die sich im äußeren Erscheinungsbild nicht von den zu dieser Zeit von der Deutschen Grammophon Gesellschaft herausgegeben klassischen Musikproduktionen unterschied, in ähnlicher Ausstattung später in der charakteristischen Aufmachung des neu gegründeten Literarischen Archivs, das Ernst Ginsberg als Literatur-Marke der Schallplattenfirma mit grünem Label und Plattenetikett als Erkennungszeichen etablierte, wozu der Erfolg auch der erneuten Herausgabe der Faustaufnahme wesentlich beitrug.

### Literarisches Archiv
Mit der Gründung des Literarischen Archivs erschienen herausragende Szenen und Monologe aus der Aufnahme auch auf Einzelpublikationen, so zum Beispiel die Schülerszene mit Gründgens und Karl Vibach, der später für die Aufnahme der Hamburger Gründgens-Inszenierung des Faust II für die gleiche Schallplattenfirma die Regie-Assistenz übernehmen sollte, oder auch ein Querschnitt mit verschiedenen Auszügen innerhalb der Reihe „Die Große Szene“.

### 1970er-Jahre bis heute
Der kontinuierliche Erfolg des Werkes führte bis heute zu einer Vielzahl immer wieder neuer Veröffentlichungen der Aufnahme in verschiedensten Ausführungen, in den 1970er/1980er Jahren auch zusammen mit der Hamburger Faust II-Aufnahme als Gesamtausgabe des Goethe-Werkes und auf Audio-Kassetten oder CDs, zuletzt innerhalb einer CD-Edition mit dem gesamten erhaltengebliebenen Sprechwerk Gustaf Gründgens’. Bis heute sind um die 300.000 Tonträger dieser Aufnahme verkauft worden.

## Titelliste

### Platte 1
Plattenseite 1
- Prolog im Himmel
- Nacht

Plattenseite 2
- Vor dem Tor
- Studierzimmer 1. Teil

### Platte 2
Plattenseite 3
- Studierzimmer 2. Teil
- Auerbachs Keller in Leipzig

Plattenseite 4
- Hexenküche
- Straße
- Abend. Ein kleines reinliches Zimmer
- Spaziergang
- Der Nachbarin Haus

### Platte 3
Plattenseite 5
- Straße
- Garten
- Ein Gartenhäuschen
- Wald und Höhle
- Gretchens Stube
- Marthens Garten

Plattenseite 6
- Am Brunnen
- Zwinger
- Nacht. Straße vor Gretchens Türe
- Dom
- Trüber Tag. Feld
- Kerker

## Weitere Aufnahmen im Handel
- Faust. Der Tragödie Zweiter Teil in der Gründgens-Inszenierung des Hamburger Schauspielhauses
- Faust. Der Tragödie Erster und Zweiter Teil. Hörspielfassung unter der Regie von Wilhelm Semmelroth (Faust I) und Ludwig Berger (Faust II). Mit: Horst Caspar (Faust), Erich Ponto (Mephisto) und Antje Weisgerber (Gretchen). Prod.: NWDR 1952 / WDR 1949. ISBN 3-89469-531-5
- Faust. Der Tragödie zweiter Teil, gelesen von Peter Stein
- Faust vs. Mephisto (Thomas D & Bela B)
- Faust-Rausch Hörspiel mit elektronischer Musik von Christopher Noodt (Die Ohrbooten), mit Otto Strecker (Faust), Felix Isenbügel (Mephisto), Jana Kozewa (Gretchen).